# Ercilla spicata
Ercilla spicata är en kermesbärsväxtart som först beskrevs av Vertero, och fick sitt nu gällande namn av Horace Bénédict Alfred Moquin-Tandon. Ercilla spicata ingår i släktet Ercilla och familjen kermesbärsväxter. Inga underarter finns listade i Catalogue of Life.